# 포스트맨 (음악 그룹)
포스트맨(Postmen)은 대한민국의 남성 보컬 듀오이다.

## 구성원
| 이름   | 소개 |
| ------ | --- |
| 성태   | - 본명 : 김성태 - 출생일 : 1985년 8월 28일(39세) - 출생지 : 대한민국 - 데뷔: 2005년 엠투엠 2집 앨범 M To M - 특이사항 : 'M To M' 멤버로 활동한 경험이 있음.                          |
| 신지후 | - 본명 : 신현호 - 생년월일 : 1987년 4월 23일(38세) - 출생지 : 대한민국 서울특별시 - 학력: 세종대학교 공연예술대학원 - 데뷔: 2009년 EP 앨범 'Fool on the moon' - 가족 : 아버지 신윤식 |

## 음반 목록
- 《하나부터 열》 (2017년)
- 《예뻐졌더라》 (2016년)
- 《설렘 is》 (with 공기남녀) (2016년)
- 《몇 번을 놓아도》 (2016년)
- 《서른》 (2016년)
- 《서툰 고백》 (2015년)
- 《첫 편지》 (2015년)
- 《I`m OK》 (2015년)
- 《맴돌아》 (2015년)
- 《나처럼 사랑했을까》 (with 바닐라 어쿠스틱) (2014년)
- 《눈물이 나》 (2014년)
- 《술이 너보다 낫더라》 (with 6 to 8) (2014년)
- 《고무신 거꾸로 신지마》(2013년)
- 《건널목에서》(2013년)
- 《Goodfellas Project #2》(2013년)
- 《신촌을 못가》(2013년)
- 《청소》(with 가비엔제이) (2012년)
- 《나랑 살자》(2011년)
- 《애인이 되어줄께》(2011년)
- 《아는 오빠》(2011년)
- 《눈물겹다》 (with 영건) (2010년)
- 《다른 여자에게 눈길도 가네요》(2010년)

(2023년)
- 《안녕 신촌》(2023년)

### OST
- 《애간장 OST Part 5》(2018년)
- 《불어라 미풍아 OST Part 9》(2016년)
- 《판타스틱 OST Part 4》(2016년)
- 《대박 OST Part 3》(2016년)
- 《화려한 유혹 OST Part 1》(2015년)
- 《착하지 않은 여자들 OST Part 3》(2015년)
- 《빛나거나 미치거나 OST Part 3》(2015년)
- 《오늘만 같아라 OST Part 2》(2012년)
- 《내 마음이 들리니 OST》(2011년)
  - 〈바보야〉
- 《내 마음이 들리니 OST Part 4》(2011년)

### 참여 음반
- 《이영현 - 왼손(feat.신지후 of 포스트맨)》(2015년)
  - 〈슈퍼스타K6 Top11 Part6 신촌을 못가 신지후, 임형우〉
- 《가비엔제이 - 이쁘네요》(2012년)
  - 〈청소〉
- 《영건 - 그녈 욕하지 말아요》(2011년)
  - 〈눈물겹다〉
- 《가비엔제이 - 라떼 한잔》(2011년)
  - 〈안녕 안녕...〉
- 《가비엔제이 - Glossy》(2010년)
  - 〈안녕 안녕...〉